# John Profumo
John Dennis Profumo (30. januar 1915 – 9. marts 2006) eller Jack Profumo var krigsminister for det konservative parti i Storbritannien fra 1960 – 1963 udpeget af Harold Macmillan. Hans navn er knyttet til Profumo-skandalen, som betød et stort prestigetab for regeringen og var medvirkende til dens nederlag ved valget i 1964.
Profumo blev uddannet ved Harrow og Magdalen College i Oxford og indvalgtes i parlamentet i 1940. Han var parlamentets yngste medlem, og han var ved sin død den sidste af de 41 konservative medlemmer, som stemte mod deres egen regering efter debatten om Narvik i begyndelsen af maj 1940. Det førte til, at premierminister Neville Chamberlain trådte tilbage og afløstes af Winston Churchill.
Han trak sig efter skandalen tilbage fra det offentlige liv, men deltog i godgørende institutioner som Toynbee Hall, som han blev formand for i 1982, og Attlee Foundation, som han stiftede sammen med Lord Longford og Roy Jenkins i 1967. Han fik udmærkelsen CBE i 1975. 
I oktober 2005 deltog han i tidligere premierminister Margaret Thatchers 80-års fødselsdag, men uden at udtale sig til offentligheden. En måned senere viste han sig igen offentligt ved begravelsen af en anden tidligere premierminister, Edward Heath. Profumo benyttede  kørestol de sidste år.
Profumo var gift med skuespilleren Valerie Hobson. 

## Profumo-skandalen
Efter i 1960 at være blevet udnævnt til krigsminister under Harold Macmillan, indledte han et intimt bekendtskab med korpigen Christine Keeler, som uden hans vidende samtidig havde et forhold til en attaché ved den sovjetiske ambassade.
Profumo løj over for parlamentet om sin forbindelse til Keeler og erklærede, at han ville anlægge sag mod enhver, der fremkom med skandaliserende bemærkninger om ham. Selv om der ikke var beviser for, at han havde afsløret eller videregivet statshemmeligheder, blev Profumo tvunget til at trække sig tilbage den 5. juni 1963. Dronning Elizabeth 2. greb personligt ind for at tillade Profumo at træde tilbage fra det engelske Privy Council (gehejmeråd) i stedet for at blive udstødt af det. 